# Епархия Кратеуса

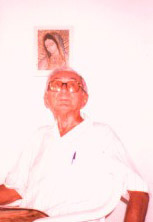
Первый епископ епархии Кратеуса Антониу Батиста Фрагозу

Епархия Кратеуса (лат. Dioecesis Crateopolitana) — епархия Римско-Католической церкви c центром в городе Кратеус, Бразилия. Епархия Кратеуса входит в митрополию Форталезы. Кафедральным собором епархии Кратеуса является собор Пресвятой Девы Марии.

## История
28 сентября 1963 года Римский папа Павел VI издал буллу Pro apostolico, которой учредил епархию Кратеуса, выделив её из епархий Игуату и Собрала.

## Ординарии епархии
- епископ Антониу Батиста Фрагозу (28.04.1964 — 18.02.1998);
- епископ Jacinto Furtado de Brito Sobrinho (18.02.1998 — 22.02.2012) — назначен архиепископом Терезины.
- епископ Ailton Menegussi (6.11.2013[1] — по настоящее время).

## Источник
- Annuario Pontificio, Libreria Editrice Vaticana, Città del Vaticano, 2003, стр. 766, ISBN 88-209-7422-3